# Voluntariat per la llengua
Voluntariat per la llengua és un programa per practicar català a través de la conversa. Es basa en la creació de parelles lingüístiques formades per un voluntari, que parla català fluidament, i un aprenent, que en té coneixements bàsics i vol adquirir fluïdesa. La parella lingüística es troba per practicar català durant un mínim de 10 hores (1 hora setmanal durant 10 setmanes).
El VxL ofereix dues modalitats: presencial (les parelles han d'assistir al lloc de trobada que hagin acordat) i virtual (les parelles fan les trobades per mitjà d'internet, a través de plataformes de videoconferència).
La Direcció General de Política Lingüística va crear el programa l'any 2003 i l'impulsa des d'aleshores. El Consorci per a la Normalització Lingüística el gestiona territorialment. Des de l'any 2003 fins al 2016 s'han format més de 110.000 parelles lingüístiques.
El model VxL s'ha adoptat a l'Aran, Perpinyà, Andorra, el País Valencià, les Illes Balears i, també, a Bolzano (Tirol del Sud, Itàlia) i a Flandes (Bèlgica).

## Història
Les primeres pràctiques de voluntariat lingüístic, les trobem a les universitats catalanes, amb l'objectiu d'acollir els estudiants estrangers que provenien, sobretot, dels programes Erasmus o Sèneca, i facilitar-los la comprensió de les classes en català. Aquest voluntariat es va iniciar, concretament, l'any 1996 a la Universitat Autònoma de Barcelona, i es va estendre a altres universitats catalanes.
L'any 2002, el Centre de Normalització Lingüística de Cornellà de Llobregat impulsava una iniciativa similar, el programa «Hores de conversa: parlem una estona», com a suport als alumnes dels cursos de català.
L'any 2003, la Direcció General de Política Lingüística del Departament de Cultura recull aquestes i altres experiències i, amb el nom de «Voluntaris per la llengua» (que més endavant es va convertir en Voluntariat per la llengua), impulsa el programa, amb la implicació del Consorci per a la Normalització Lingüística.
L'any 2005, el programa rep el reconeixement de la Comissió Europea com una de les 10 millors pràctiques de reforç a l'aprenentatge d'una llengua. Arribats a aquest punt, el programa ja s'ha consolidat com una eina de participació, de cohesió social i d'integració. Per aquest motiu, l'any 2007, el Govern de la Generalitat decideix donar un nou impuls al programa amb la incorporació de 22 dinamitzadors del VxL i amb la creació d'una aplicació informàtica que facilita la gestió dels inscrits i de les parelles lingüístiques i que permet, també, explotar les dades per tal d'obtenir informació sobre el perfil dels voluntaris i dels aprenents.
A partir de 2009 fins a l'actualitat el VxL s'estén a diversos àmbits, adaptant-se a la realitat de cada sector: empresa, sanitat, justícia, esport, diversitat funcional i diversitat religiosa.
L'any 2013 se celebren els 10 anys del VxL i l'any 2015 s'assoleixen les 100.000 parelles lingüístiques.
L'any 2017 la Direcció General de Política Lingüística engega la modalitat virtual del programa.
L'any 2023 se celebren els 20 anys del VxL arribant a més de 175.000 parelles lingüístiques i 3 milions d’hores de conversa en català.

## Funcionament
Es tracta de fer parelles lingüístiques per practicar català a través de la conversa. La parella lingüística està formada per un voluntari que parla català fluidament i un aprenent que en té coneixements bàsics i vol adquirir fluïdesa. Es troben una hora a la setmana durant deu setmanes. L'únic requisit és ser major d'edat.
Hi ha dues modalitats: presencial (les parelles han d'assistir al lloc de trobada que hagin acordat) i virtual (les parelles fan les trobades per mitjà d'Internet, a través de plataformes de videoconferència).
Les persones que hi volen participar es poden inscriure en línia a vxl.cat o presencialment al centre de normalització lingüística més proper cpnl.cat/xarxa.
Les entitats i els establiments comercials tenen un paper important en el programa. Les entitats promouen que les persones associades s'inscriguin al VxL i organitzen activitats perquè voluntaris i aprenents puguin trobar-se per conversar. Els establiments comercials ofereixen descomptes als participants i un espai perquè puguin practicar la llengua en una situació quotidiana. 

## Xifres
L'any 2016 es van crear 10.018 parelles lingüístiques. D'aquestes, el 96,75% van ser organitzades directament pel Consorci per a la Normalització Lingüística (CPNL) i el 3,25% van ser-ho per entitats no governamentals que col·laboren en el programa. En total, més de 110.000 parelles han estat creades des del naixement del VxL l'any 2003.
El programa té una sòlida implantació territorial: 210 localitats de Catalunya han format parelles lingüístiques durant el 2016. El territori amb més presència és la demarcació territorial de Barcelona, on es creen el 73% de les parelles.
El VxL té una gran dimensió social, com indiquen els 4.307 acords que el Consorci va signar al llarg de 2016 amb entitats i establiments col·laboradors, i les 1.855 activitats complementàries organitzades per afavorir l'ús del català, com ara anar al teatre o al cinema, activitats relacionades amb la lectura, la gastronomia, l'esport etc., que van ser seguides per 70.286 participants.

## Els participants
L'any 2016, han participat 9.996 persones, de les quals 5.967 persones s'han inscrit per primer cop al programa (4.175 aprenents i 1.792 voluntaris). D'entre les noves persones inscrites, 4.320 eren dones i 1.647, homes.
Predominen els aprenents d'entre 30 i 39 anys (1.335) i els voluntaris d'entre 50 i 65 anys (618).
Els aprenents són majoritàriament d'origen estranger: un 62,65%; un 20,77% prové de la resta de l'Estat espanyol; un 7,33%, de Catalunya, i un 9,25% no especifica el seu origen. La majoria dels estrangers són d'Amèrica del Sud (39%), del Nord d'Àfrica (18%), de la Unió Europea (17%) i de l'Amèrica Central (10%).
Pel que fa als voluntaris, un 67% provenen de Catalunya; un 11% de l'Estat Espanyol; un 7% són d'origen estranger i un 15% no dona informació sobre la seva procedència.
Des de 2007 fins al 2016, 410 persones que van començar com a aprenentes han passat a fer de voluntàries.